# Nomenclator (Antigua Roma)

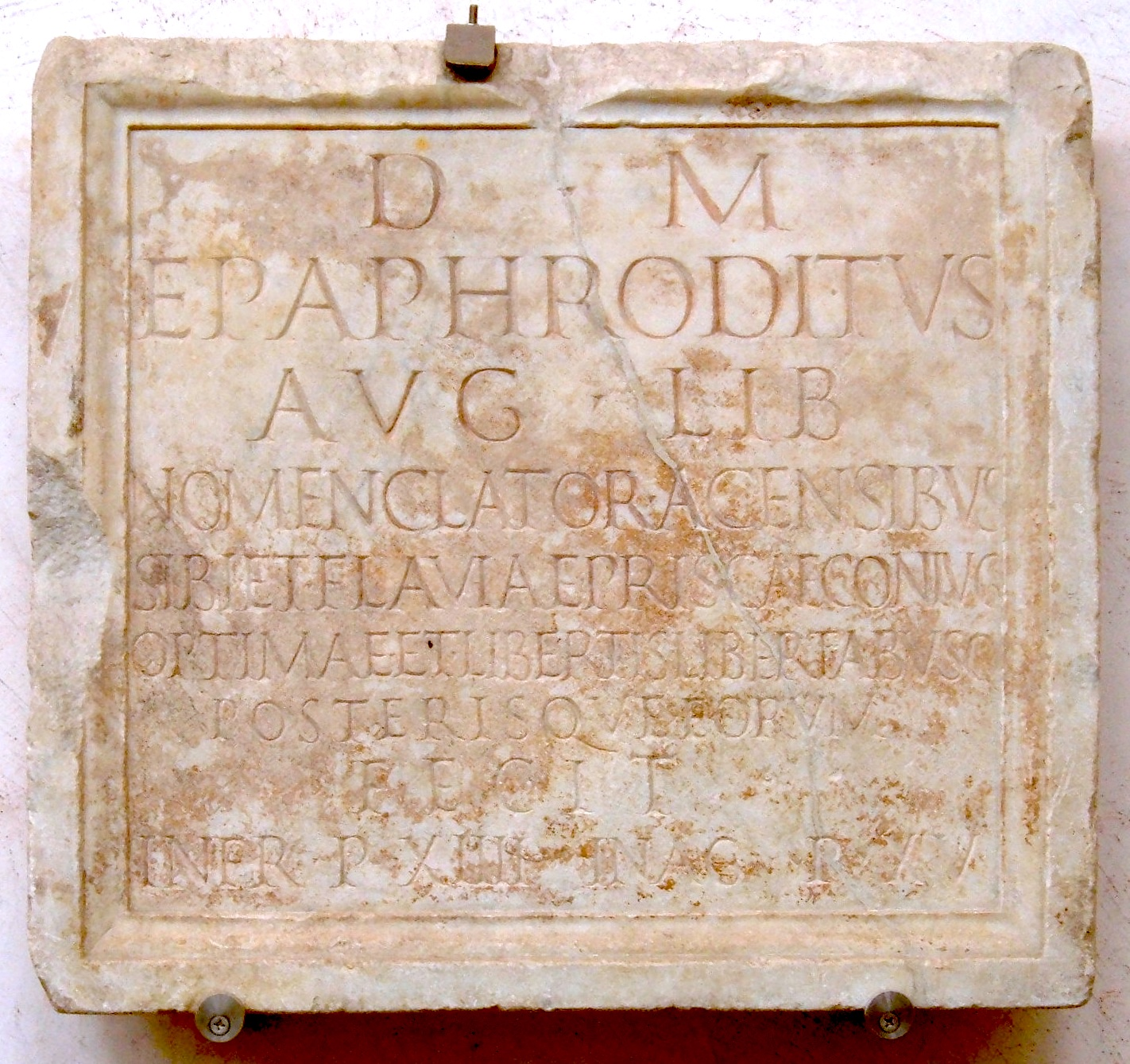
Inscripción sepulcral de Epafrodito, liberto imperial y nomenclador, y de su esposa Flavia Prisca.

Un nomenclator (plural en latín: nomenclatores; derivado del latín nomen- nombre + calare - llamar, convocar), en la antigüedad clásica, era un esclavo especializado cuyo deber era recordar los nombres y cualidades de la persona a la que se acercaba su maestro o de las personas que se acercaban a él, especialmente durante una campaña política. Así, servía de recuerdo a su maestro durante los saludos matutinos de sus clientes, o durante sus desplazamientos al foro. 
Este esclavo era más útil para los ambiciosos romanos de la República que querían halagar a su electorado, fingiendo recordar el nombre de la persona que conocía y potencial votante.
Entre los romanos adinerados, durante las fiestas, correspondía al nomenclator sentar a los invitados y anunciar los platos que se servían.
El emperador tenía un servicio de archivos generalmente dirigido por un liberto o un équite llamado magister praepositus a memoria, al frente del scrinium a memoria una oficina donde se trabajaba con los memoriales.

## Otros significados posteriores
Más tarde, se convirtió en nombres de personas en cualquier contexto social e incluía otra información socialmente importante. Sin embargo, ha adquirido varios otros significados y también se refiere a un libro que contiene colecciones o listas de palabras. También denota una persona, generalmente un funcionario público, que anuncia los nombres de los invitados en una fiesta u otra reunión social o ceremonia.
En términos más generales, es una persona que proporciona o crea los nombres de las cosas, y esto puede aplicarse a la aplicación de nombres en un contexto científico o de cualquier otro tipo, pero especialmente en relación con terminologías especializadas, glosarios, etc.